# Taku Seibyo

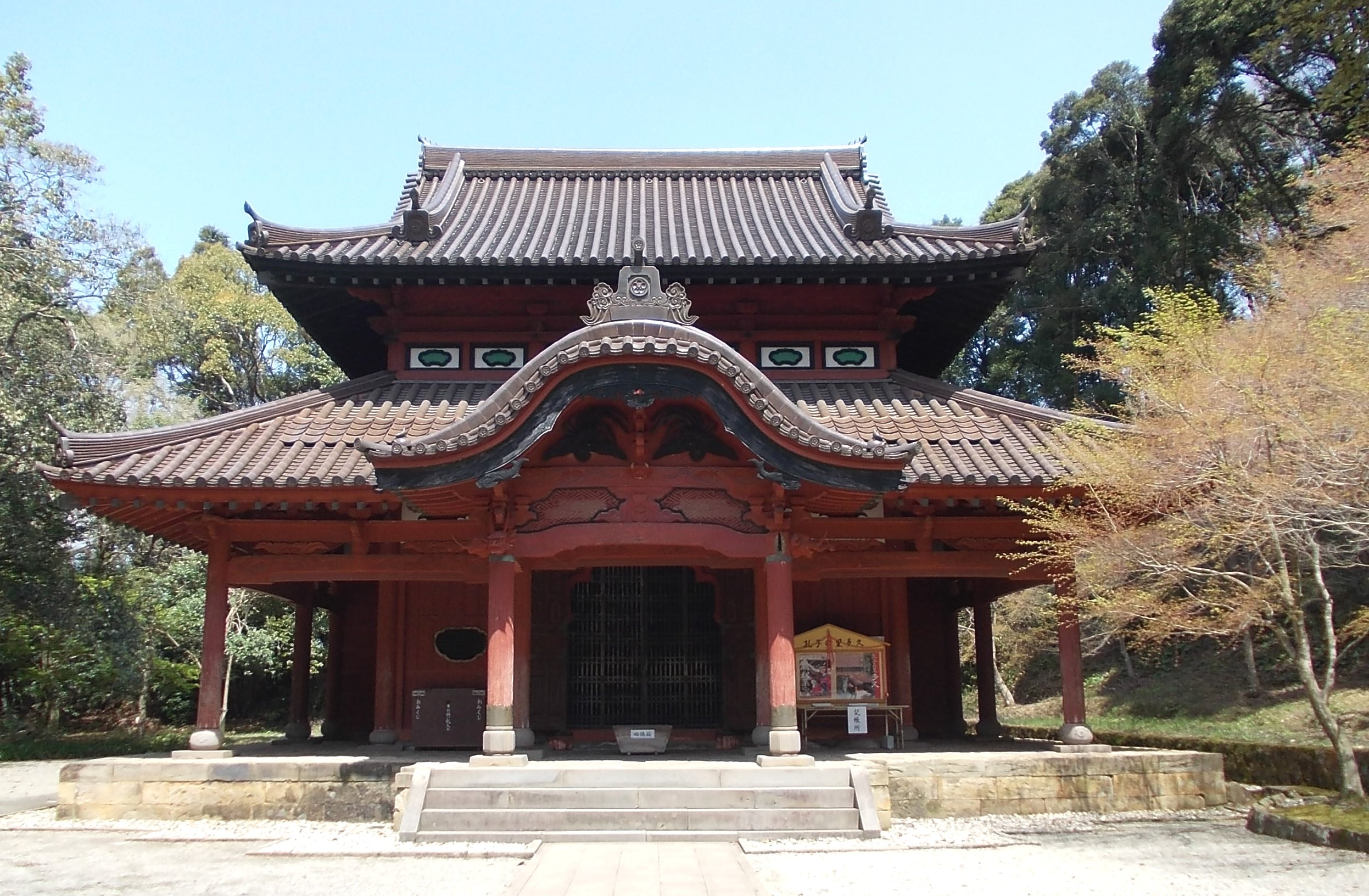
Taku Seibyo

Taku Seibyō (多久聖廟) is een tempel voor verering van Confucius gelegen in de stad Taku in de prefectuur Saga. Het is een van de oudste confuciustempels van Japan. De tempel werd gebouwd in 1708. Taku Seibyō is erkend als nationaal erfgoed van Japan (国宝: kokuhō).